# Амори VI де Монфор (граф Эврё)
Амори VI де Монфор (после 1170 — до ноября 1213) — граф Эврё и граф Глостер из дома Монфор-л’Амори, сын Амори V де Монфора и Мабели Глостерской.

## Биография
Неизвестно точно, когда Амори VI наследовал отцу в Эврё и прочих нормандских владениях Монфоров. Хронист Роджер Ховеденский упоминает некоего Амори де Монфора среди тех крестоносцев, которые скрепили своей подписью договор между Ричардом Львиное Сердце и Танкредом ди Лечче на Сицилии в 1190 году, но здесь речь может идти как об отце, так и о сыне.
В конфликте 1190-х годов между Плантагенетами и Капетингами Амори выступал на стороне своего непосредственного сюзерена — герцога Нормандского, бывшего одновременно королём Англии. Война шла неудачно для него: французский король Филипп II Август в 1195 году оккупировал графство Эврё, включая одноимённый город, а в 1200 году по условиям мирного договора в Ле Гуле графство отошло к французской короне. Для Монфоров это означало, что Эврё потеряно навсегда.
Король Джон, чтобы компенсировать эту потерю, передал Амори в 1200 году титул графа Глостера с частью графских владений; Амори мог претендовать на это как внук по матери последнего Глостера из побочной ветви Нормандской династии Уильяма Фиц-Роберта. После смерти Амори VI (до 1213 года) из-за отсутствия у него прямых наследников Глостер перешёл к его двоюродному брату Гилберту де Клеру.

## Семья
Амори VI был женат дважды. Первой женой до 1198 года стала Агнесса д’Амбуаз, дочь Гуго II д’Амбуаза и Матильды Вандомской. После её смерти в 1202 году Амори женился на Мелисенде де Гурнэ, дочери Гуго IV, сеньора де Гурнэ. Ни от одной из жён детей не было.